# سوشانت سينغ راجبوت
سوشانت سينغ راجبوت (21 يناير 1986 – 14 يونيو 2020) هو ممثل سينمائي وتلفزيوني هندي. بدأ مسيرته الفنية بالمسلسلات التلفزيونية. أهم أدواره كانت بمسلسل العلاقات المقدسة الحائز على جائزة المسلسل الشعبي لقناة زي تي في.

## حياته الشخصية

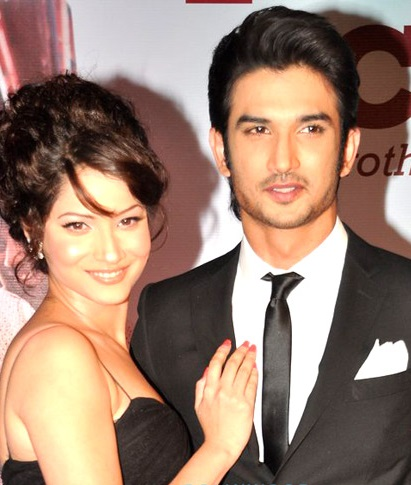
راجبوت مع لوخاندي في العرض الأول لفيلم كاي بو تشي!.

كان راجبوت على علاقة مع زميلته أنكيتا لوخاندي لمدة ست سنوات وانفصلا في عام 2016.

### وفاته
في 14 يونيو 2020، تم العثور على جثة الممثل سوشانت–البالغ من العمر 34 عامًا–في منزله في باندرا، مومباي. عُثر على جثته 
مُعلقة على مروحة السقيفة. وبحسب ما ورد، كان يعاني من الاكتئاب لمدة ستة أشهر تقريبًا. ومع ذلك، لم يتم العثور على رسالة انتحار حتى يونيو 2020. ووفقا لضابط الشرطة في مومباي فيناي تشوبي، تم العثور على بعض الوصفات والتقارير الطبية في غرفته، ولا يزال التحقيق جارياً.

## أعماله

### الأفلام
| علامة الخنجرية | أفلام لم تصدر بعد |

| السنة | العنوان                        | الدور              | المخرج          | ملاحظات        |
| ----- | ------------------------------ | ------------------ | --------------- | -------------- |
| 2013  | كاي بو تشي!                    | إيشان بت           | أبهيشيك كابور   | [ 17 ]         |
| 2013  | شد ديسي رومانس                 | راغو رام           | مانيش شرما      | [ 18 ]         |
| 2014  | بي كي                          | سرفراز يوسف        | راجكومار هيراني | [ 19 ]         |
| 2015  | محقق بيومكيش باكشي             | محقق بيومكيش باكشي | ديباكر بنرجي    | [ 20 ]         |
| 2016  | إم إس دوني: القصة التي لم تروى | ماهيندرا دوني      | نيرج باندي      | [ 21 ]         |
| 2017  | الرابطة                        | جيلان/شيف ككر      | دنيش ويجان      | [ 22 ]         |
| 2018  | اهلا بك في نيويورك             | بنفسه              | جاكري توليتي    | ضيف            |
| 2018  | كیدارناث                       | منصور خان          | أبهيشيك كابور   | [ 24 ]         |
| 2019  | الطائر الذهبي                  | لاكن "لكهنا" سينغ  | أبهيشيك جوبي    | [ 25 ]         |
| 2019  | تشيشوري                        | أنيرود "أني" باتك  | نيتيش تيواري    | [ 26 ]         |
| 2019  | درايف                          | سمر                | تارن مانسوكاني  | [ 27 ]         |
| 2020  | القلب العاجز                   | ماني               | مکيش جاهبرا     | ما بعد الإنتاج |

### مسلسلات
| السنة     | العنوان             | الدور       | ملاحظات                  |
| --------- | ------------------- | ----------- | ------------------------ |
| 2008–2009 | في أي بلد يعيش قلبي | بريت جونيجا | [ 29 ]                   |
| 2009–2011 | العلاقات المقدسة    | مانف ديشمُك  | [ 29 ]                   |
| 2010      | أرني رقصتك          | المتسابق    | الفريق "مست قلندر بوايز" |
| 2010–2011 | أعطني لمحة عنك 4    | المتسابق    | الوصيف                   |

### كليبات موسيقية
| السنة | الأغنية    | ممثل مشارك  | مغني مشارك              | ملحن     | مصدر   |
| ----- | ---------- | ----------- | ----------------------- | -------- | ------ |
| 2017  | "Paas Aao" | كريتي سانون | براكريتي كاكر، آمال ملك | آمال ملك | [ 30 ] |

## وصلات خارجية
- سوشانت سينغ راجبوت على موقع IMDb (الإنجليزية)
- سوشانت سينغ راجبوت على موقع روتن توميتوز (الإنجليزية)
- سوشانت سينغ راجبوت على موقع ميوزك برينز (الإنجليزية)
- سوشانت سينغ راجبوت على موقع قاعدة بيانات الفيلم (الإنجليزية)